# Léopard d'Anatolie
Panthera pardus tulliana
Pour les articles homonymes, voir Léopard et Panthère.
Sous-espèce
Statut de conservation UICN

 EN C2a(i) : En danger
Le léopard d’Anatolie, également appelé léopard d'Asie Mineure désigne la population de léopards vivant en Anatolie. Jusqu’à peu, elle était considérée comme une sous-espèce à part entière sous le nom de (panthera pardus tulliana), cela dit, elle est aujourd’hui considérée comme une population occidentale des léopards iraniens à cause de la faible diversité génétique entre les deux sous-espèces.

Les apparitions de ce léopard se font rares, ce qui faisait croire fréquemment l'extinction de celle-ci en Turquie pendant de nombreuses années.
En 2008, un spécimen a été aperçu dans la province de Bitlis (sud-est de la Turquie). En septembre 2013, un léopard d'Anatolie fût photographié par un piège photographique à Trabzon. En novembre 2013, un spécimen a été abattu dans le district de Çınar, dans la province de Diyarbakır, mais cependant, après des analyses d'ADN du léopard abattu, les scientifiques disent qu'il s'agit d'un léopard d'Iran. En mai 2022, le gouvernement turc affirme qu'un spécimen est réapparu officiellement pour la première fois depuis 1974.

## Taxonomie
Le zoologiste français Achille Valenciennes a utilisé le nom scientifique de Felis tulliana en 1856 pour décrire un léopard de la région de Smyrne dans l'ouest de l'Empire ottoman. Aux XIXe et XXe siècles, le léopard d'Anatolie était considéré comme une sous-espèce de léopard distincte étant présente uniquement dans l'ouest de la Turquie. En 2017, le léopard d'Anatolie (P. pardus tulliana) a été subjugué au léopard d'Iran (P. p. saxicolor).

## Caractéristiques et description
Le léopard d'Anatolie possède une fourrure grisâtre légèrement rouge avec de grandes rosettes sur les flancs et le dos et de plus petites sur l'épaule et le haut des jambes, ainsi que des taches sur la tête et le cou. Il est de taille similaire à celle du léopard d'Afrique.
La longueur du léopard d'Anatolie est comprise entre 200 et 250 cm. Le poids d'une femelle est de 35 à 50 kg, tandis que le poids d'un mâle va de 45 à 70 kg. La longévité approximative d'un léopard d'Anatolie est de 20 ans. Le léopard d'Anatolie est très agile.

## Distribution et habitat
On pensait d'abord que le léopard d'Anatolie était endémique des régions égéennes et occidentales de la Turquie. Des restes de pièges conçus pour des léopards et tigres datant de l'Empire romain existent toujours dans les monts Taurus.
Étant donné que les premiers relevés n'ont été effectués dans l'ouest de la Turquie qu'au milieu des années 1980, les biologistes doutaient que des léopards aient survécu dans le sud-ouest du pays. Des rapports d'observation aux environs d'Alanya dans le sud de la péninsule lycienne affirment qu'une population dispersée existait entre Finike, Antalya et Alanya au début des années 1990. En 1992, dans le parc national de Termessos, des boulettes de matières fécales fraîches retrouvées ont été attribuées à un léopard d'Anatolie. Cependant, les populations locales et le personnel du Parc affirment n'avoir jamais vu un léopard dans le parc national de Termessos.

Région égéenne en Turquie marquée en rouge (il s'agit donc de l'aire de répartition de l'espèce.

Dans des relevés effectués entre 1993 et 2002, des zoologistes ont trouvé des preuves de la présence du léopard d'Anatolie dans la haute forêt et les zones alpines des montagnes pontiques du Nord de l'Anatolie. Dans cette zone, se trouvent des espèces telles que des cerfs, des chamois, des chèvres sauvages, des sangliers, des lièvres d'Europe et des tétras du Caucase qui peuvent être chassés par les léopards. On ignore encore si la population de léopard est nombreuse dans l'Anatolie.

## Causes du déclin de l'espèce
Les causes du déclin de l'ancienne sous-espèce étaient la chasse aux trophées, le braconnage ou encore la destruction de son habitat. Un chasseur nommé Mantolu Hassan a tué une quinzaine de léopards entre les années 1930 et 1950.

## Observations et rencontres
Le 17 janvier 1974, un léopard est tué dans le village de Bağözü, près de Beypazarı, à la suite d'une attaque perpétrée par un léopard envers une femme. Cette rencontre était considérée pendant de longues années comme la dernière observation confirmée d'un léopard d'Anatolie.
En 2010, un léopard est tué et dépouillé dans la province de Siirt. En septembre 2013, un animal capturé par des pièges photographiques dans les provinces de Trabzon dans la région nord de la Turquie est identifié comme un léopard par des biologistes de l'Université technique de Karadeniz (en) (KTÜ) qui ont affirmé avoir obtenu plusieurs photos de léopards dans la zone étudiée.
Le 3 novembre 2013, un léopard est tué après avoir attaqué Kasım Kaplan, un berger. Mahmut Kaplan, son cousin qui l'accompagnait, a abattu l'animal à l'aide d'un fusil. Cependant, après des analyses de l'ADN de l'animal, les scientifiques affirment qu'il s'agit d'un léopard d'Iran.
Le 18 juillet 2015, le cadavre d'un animal est retrouvé dans le village de Boğalı (tr), Pülümür, dans la province de Tunceli. Même si la carcasse de l'animal est restée sous l'eau pendant une longue période, des tests ont confirmé qu'il s'agissait d'un félin. Comme l'animal n'était pas reconnaissable, des scientifiques ont prélevé des échantillons de tissus pour identifier l'ADN de l'animal et les envoyer au Centre de recherche de Marmara du Conseil de la recherche scientifique et technologique de Turquie (TÜBİTAK). Le professeur Şağdan Başkaya de la faculté d'écologie et de gestion de la faune du KTÜ, identifie la carcasse de l'animal comme étant un léopard d'Anatolie.
En juillet 2019, Ahmet Kişoğlu, un chauffeur de taxi de Tunceli a rencontré un léopard. Il a photographié l'animal avec son téléphone portable depuis sa voiture.
En 2019, le ministère turc de l'Agriculture et des Forêts, Nature Protection, a lancé une enquête pour documenter la faune dans le pays en utilisant des pièges photographiques et des drones équipés de caméra.
En mai 2021, un spécimen est photographié à trois reprises par un piège photographique aux alentours du Mont Djoudi.
Le 22 mai 2022, lors de la journée internationale de la biodiversité, le ministre turc de l'Agriculture et des Forêts Vahit Kirişçi a annoncé que le léopard d'Anatolie a été officiellement revu par les autorités. Il affirme également que l'animal n'était pas réapparu depuis 1974. Ce sont les pièges photographiques installés en 2019 qui ont permis d'observer l'animal,.

## Dans la culture
Le léopard d'Anatolie figurait dans des œuvres d'art datant de l'Empire ottoman.